# Stagno di Corru Mannu
Lo stagno di Corru Mannu è una zona umida della Sardegna situata lungo la costa occidentale della Sardegna, all'altezza del golfo di Oristano. Amministrativamente appartiene al comune di Arborea da cui dista circa quattro chilometri.
Già dagli anni '70 inserito nella lista delle zone umide di importanza internazionale predisposta sulla base della convenzione di Ramsar, in base alla direttiva comunitaria "Habitat" n. 92/43/CEE e "Uccelli" n. 79/409/CEE "Uccelli" viene dichiarato sito di interesse comunitario (ITB040022) e zona di protezione speciale (ITB044002) e conseguentemente inserito nella rete Natura 2000, un sistema di aree dedicate alla conservazione della biodiversità, caratterizzate dalla presenza di habitat e specie faunistiche e floristiche di elevato interesse. Condivide la stessa area SIC con le lagune di Marceddì e Corru S'Ittiri e gli stagni di Pauli Biancu Turri, Santa Maria, Pauli Mannu, Pauli Pirastru e San Giovanni.